# Храм Светог пророка Илије у Миљевини
Храм Светог пророка Илије у Миљевини је храм Српске православне цркве који припада Митрополији дабробосанској. Налази се у Миљевини, Општина Фоча, Република Српска, Босна и Херцеговина. Храм је саграђен 1939. године, а звоник је подигнут 1980. године.
Цркву Светог пророка Илије на узвишењу изнад Миљевине, на Илиндан 1939. године, освештао је митрополит дабробосански Петар Зимоњић, који је само двије године касније мученички пострадао од усташа у Другом свјетском рату.
У Цркви Светог Илије у Миљевини налазе се мошти свештеномученика Будимира Соколовића, који је убијен 1945. и бачен у јаму Понор. Мошти су откопане прије 15 година, опране у вину и положене у мермерну шкрињу.
Заједно са моштима, потпуно очувани, из земље су послије 64 године, извађени и црквена књига Требник, свето миро и дрвени крст свештеника.
Храм је покривен бакром и урађена је спољна фасада 1990. године. Под у храму урађен је мермерним плочама. Налази се у насељу Миљевина, 15 км од Фоче. Црква је посвећена Светом пророку Илији и сваке године 2. августа, на Илиндан, вјерници се окупљају на саборовање.